# Marco Miltkau
Marco Miltkau (* 18. August 1990 in Hamburg) ist ein deutscher Hockeyspieler, der 2013 Europameister, 2023 Weltmeister und 2024 Olympiazweiter wurde.

## Sportliche Karriere
Marco Miltkau, Sohn des Trainers Jost Miltkau, spielte zunächst beim Uhlenhorster HC in Hamburg. Von 2012 bis 2019 war er bei KTHC Stadion Rot-Weiss. Mit den Kölnern wurde er 2017 deutscher Meister im Hallenhockey. Im Feldhockey siegte die Mannschaft 2013, 2015 und 2016. Miltkau war 2019/20 bei La Gantoise HC in Gent. Zwischen 2020 und 205 spielte er beim HC Klein Zwitserland in Den Haag, anschließend beim HC Bloemendaal.
Von 2005 bis 2010 nahm er an 67 Länderspielen in den verschiedenen Altersklassen im Junioren-Bereich teil, in denen er 42 Tore erzielte. Seine größten Erfolge waren der erste Platz bei der U18-Europameisterschaft 2007 und der erste Platz bei der Junioren-Weltmeisterschaft 2009.
Am 9. August 2009 debütierte Miltkau in der Nationalmannschaft. Sein erstes großes Turnier war die Europameisterschaft 2013 in Boom. Deutschland unterlag in der Vorrunde der belgischen Mannschaft mit 1:2. Nach einem 5:3-Halbfinalsieg über die Niederländer trafen die Deutschen im Finale wieder auf die Belgier und siegten mit 3:1. Miltkau wirkte in allen fünf Spielen mit und erzielte im Vorrundenspiel gegen die Tschechen einen Treffer. Zwei Jahre später bei der Europameisterschaft 2015 in London erreichten die Deutschen wieder das Finale, unterlagen darin aber den Niederländern mit 1:6. Miltkau war in allen fünf Spielen dabei.
2017 bei der Europameisterschaft in Amstelveen belegte die deutsche Mannschaft den vierten Platz, nachdem sie das Spiel um Bronze gegen das englische Team verloren hatte. Im Vorrundenspiel gegen Polen hatte Miltkau zwei Treffer erzielt. Im Februar 2018 fand in Berlin die Europameisterschaft im Hallenhockey statt. Im Finale unterlag das deutsche Team den Österreichern im Shootout. Miltkau wirkte in allen acht Spielen mit und erzielte elf Tore. Ende 2018 fand in Bhubaneswar die Feldhockey-Weltmeisterschaft statt. Deutschland schied im Viertelfinale gegen die späteren Weltmeister aus Belgien aus. Miltkau hatte in der Vorrunde vier Tore geschossen, gegen Belgien ging er leer aus.
2021 gehörte Miltkau zum Kader bei der Europameisterschaft in Amstelveen, bei der die deutsche Mannschaft den zweiten Platz belegte. Miltkau wurde aber nicht eingesetzt. Bei der Weltmeisterschaft 2023 in Bhubaneswar wurde er in allen sieben Spielen eingesetzt und erzielte ein Tor gegen Frankreich. Nach dem Halbfinalerfolg gegen die Australier trafen die Deutschen im Endspiel auf die belgische Mannschaft, gegen die die Deutschen bereits in der Vorrunde unentschieden gespielt hatten. Auch das Finale endete unentschieden und die deutsche Mannschaft siegte im Shootout, wobei Miltkau seinen Penalty nicht verwandeln konnte. Bei den Olympischen Spielen 2024 in Paris gewann die deutsche Mannschaft ihre Vorrundengruppe vor den Niederländern, die im direkten Vergleich mit 1:0 bezwungen wurden. Mit einem 3:2 gegen die Argentinier und einem 3:2 im Halbfinale gegen die Inder erreichten die Deutschen das Finale gegen die Niederländer. Nach der regulären Spielzeit stand es 1:1 und dann unterlagen die Deutschen im Shootout. und gewannen so eine Silbermedaille. Dafür wurde die Mannschaft und mit ihr Marko Miltkau am 4. November 2024 vom Bundespräsidenten Frank-Walter Steinmeier mit dem Silbernen Lorbeerblatt ausgezeichnet.
Bis 16. August 2024 wirkte Miltkau in 163 Länderspielen mit, davon acht in der Halle. Miltkau erzielte in seinen Länderspielen 77 Tore, davon elf in der Halle.